# Sulfitni postupak
Sulfitni postupak se prije više primjenjivao u proizvodnji papira zbog manje obojenosti proizvoda prije bijeljenja, u kojem se za iskuhavanje sirovine upotrebljavala sumporasta kiselina i kalcijev hidrogensulfit. U tom se postupku lug nije regenerirao (obnavljao), a njegovo je sekundarno iskorištavanje bilo ograničeno. Djelomična regeneracija luga moguća je upotrebom magnezijeva hidrogensulfita, što je u ekološkom smislu mnogo povoljnije.
Sulfitna celuloza proizvodi se obradom drveta (sječke) koje ne sadrži mnogo smole. To je uglavnom smreka, jela i topola. Odlika je sulfitne celuloze što je svijetle boje, pa se ponekad i u nebijeljenom stanju može upotrijebiti za proizvodnju nekih vrsta papira. Osim toga, lako se melje i može se po potrebi bijeliti i oplemenjivati. Sulfitna celuloza služi za proizvodnju tiskovnih, pisaćih, slikarskih, pergamin papira i tako dalje.
Način i stupanj uklanjanja primjesa određuju udio celuloze u proizvodu, a ovise o njegovoj namjeni i upotrebi. Najviše se primjenjuje sulfatni postupak (dobiva se sulfatna celuloza u obliku dugih i čvrstih vlakana), u kojem se celulozna masa nakon iskuhavanja (5 sati na 100 do 180 °C) s natrijevim hidroksidom i natrijevim sulfidom odvaja od preostaloga luga, čisti, pere i po potrebi izbjeljuje. Lug se regenerira isparavanjem, dodavanjem natrijeva sulfata radi nadoknade potrošenog natrija, spaljivanjem i kaustificiranjem. Sličan je i natronski (soda) postupak, u kojem je aktivna alkalija natrijev hidroksid, a lug se regenerira natrijevim karbonatom.

## Kiseli postupak - sulfitna celuloza
Sulfitna celuloza nastaje kuhanjem smrekovog i bjelogoričnog drveta izrezanog u drvnu sječku u otopini kalcijevog i magnezijevog bisulfita uz dodatak sumporaste kiseline. Osnova ovih postupaka je sulfoniranje lignina i njegovo uklanjanje iz drva u obliku ligninsulfonske kiseline. Usporedno s uklanjanjem lignina dolazi i do hidrolize hemiceluloze, što je ovisno o kiselosti, pri kojoj se odvija proces raspada drveta. Od svih sulfitnih postupaka je najzanimljiviji magnefitni s kojim u kraćem vremenu kuhanja dobijemo jaču celulozu. Posebna prednost ovog postupka je u mogućnosti da se kemikalije iz procesa mogu regenerirati, te se na taj način znatno smanjuje negativan utjecaj sulfitnog postupka na okolinu. 
Poslije skladištenja, drvo ide na odkoravanje, a zatim na usitnjavanje u sjekirostroju. Potrebna debljina drvne sječke kreće se oko 10 mm, a visina između 30 i 40 mm. U sljedećem koraku iz sječke se uklanja prašina i razvrstava (sortira) se po veličini. Kvalitetna sječka se ostavlja u velikim hrpama da odstoji od 2 do 3 mjeseca, kako bi smole i ekstrakti oksidirali, te na taj način što manje smetali u procesu proizvodnje celuloze. Kemijski postupak razvlaknjivanja drveta se temelji na delignifikaciji drvne mase. Glavni cilj delignifikacije je razdvojiti vlakna međusobno tako da se celuloza i hemiceluloza što manje oštete. Time se ne ukloni sav lignin, zapravo se postupak zaustavlja na približno 5% preostalog lignina. On se kasnije odstrani postupkom bijeljenja.
Proces delignifikacije drveta se odvija u velikim reaktorima (kuhačima) zapremnine od 100 do 130 m³. Sortiranom i odstajalom sječkom se pune kuhači. Slijedi korak uparavanja sječke s niskotlačnom parom, a zatim se kuhač puni kiselinom. Postupak se odvija u vrlo kiseloj sredini. Kiselina ulazi u reaktor s temperaturom 70 °C, a u reaktoru se još zagrijava do 117 °C. Taj dio procesa se naziva impregnacija sječke s kiselinom. Da bi došlo do delignifikacije drveta, kiselina se zagrije na temperaturu od 154 °C do 159 °C. Kuhanje traje od 150 do 180 minuta. Slijedi korak otplinjavanja kuhača, te pražnjenje u ekspanzijski rezervoar, odakle se celuloza vodi na pranje i sortiranje.
Pranje celuloze se izvodi u nekoliko stupnjeva. Predpranjem celuloza prolazi kroz čistače, da se iz nje uklone neraskuhane kvrge drveta. Oprana i sortirana celuloza odlazi potom u proces bijeljenja. Bijeljenje je postupak dodatne delignifikacije, koji uključuje odstranjivanje, odnosno modifikaciju nekih sastojaka u nebijeljenoj celulozi zajedno s ligninom i njegovim raspadnutim produktima i smolama. Proces bijeljenja mora teći tako da se celulozna vlakna ne oštete. Odvija se u nekoliko stupnjeva.
Kemikalije koje se koriste za izbjeljivanje često sadrže klor u nekim slučajevima i elementarni klor. U procesu izbjeljivanja nastaju organski spojevi klora. Iz strogih ekoloških propisa danas se celuloza, a naročito sulfitna, izbjeljuje kao besklorna, a samo iz nekih tehničkih razloga izbjeljuje se s malo klora.
Po završenom bijeljenju slijedi naknadno čišćenje, da bi se uklonile i najmanje nečistoće. Nakon toga se celulozna masa vodi u zbirne bazene, odakle se vodi na daljnje odvodnjavanje.
Sulfitna celuloza ima u odnosu na sulfatnu celulozu kraća vlakna što znači da će papir imati manju čvrstoću ali se ona u procesu bijeljenja lakše izbjeljuje.
U ovom postupku kao sekundarni produkt javlja se lug u velikim količinama. On predstavlja isto tako veliki ekološki problem. Da bi se iskoristio, a ujedno smanjilo zagađenje okoline, moderniji postupci proizvodnje imaju uključenu regeneraciju kemikalija kojom se lug, koji ostane pri procesu pranja celuloze, uparuje i zatim spaljuje.